# Hartigiola annulipes
Hartigiola annulipes är en tvåvingeart som först beskrevs av Hartig 1839.  Hartigiola annulipes ingår i släktet Hartigiola och familjen gallmyggor. Inga underarter finns listade i Catalogue of Life.